# Sterneck-Methode
Die Sterneck-Methode ist ein Standardverfahren der Astrometrie und Geodätischen Astronomie zur Bestimmung der Polhöhe (astronomische oder geografische Breite).
Dabei wird die Zenitdistanz z von Sternen beim Meridiandurchgang (obere Kulmination) gemessen, woraus sich mittels der bekannten Deklination δ des Sterns die geografische Breite φ ergibt:
- Bei Südsternen    φ = δ + z
- Bei Nordsternen   φ = δ − z.

An die gemessene Zenitdistanz ist noch die Astronomische Refraktion anzubringen und der allfällige Einfluss der Fernrohrbiegung.
Bei Beobachtung von Nordsternen in unterer Kulmination ist statt δ der Supplementwinkel 180°−δ zu nehmen.
Wählt man Sterne paarweise so aus, dass ihre nördliche und südliche Zenitdistanzen annähernd gleich sind, entfällt der Einfluss einiger kleiner Instrumentenfehler und auch ein allfälliger systematischer Fehler der Refraktion wegen Temperatur oder Luftdruck. Daher ist die Sterneck-Methode eines der genauesten Verfahren zur astronomischen Breitenbestimmung, bei der außerdem der horizontal erfolgende Sterndurchgang dem geübten Auge gestattet, am Horizontalfaden des Fadennetzes den Einfluss der Luftunruhe großteils zu eliminieren.
Mit einem Sekundentheodolit sind bei Messung von drei bis sechs Sternpaaren Genauigkeiten von um ±0,2″ bis ±0,5″ erreichbar, mit einem Universal- oder Passageninstrument etwa ±0,05″ bis ±0,1″. Zusammen mit einer Längenbestimmung aus Meridiandurchgängen oder mit dem Astrolabium ist dies die klassische Methode zur Bestimmung genauer Lotabweichungen. Für die früher astronomisch durchgeführte Messung der Polbewegung wurde eine Variante ohne Kreisablesungen entwickelt, die Horrebow-Talcott-Methode.
Der Name der Methode geht zurück auf den Astronomen Robert Daublebsky von Sterneck.